# Anastasia Carbonari
Anastasia Carbonari, née le 11 septembre 2003 à Ancône (Italie), est une coureuse cycliste italienne, ayant choisi la nationalité sportive lettone à partir de 2022.

## Biographie
Anastasia Carbonari est née à Ancône en 2003. Après ses années junior, elle s'engage fin 2021 avec l'équipe italienne Valcar Travel & Service pour la saison à venir. Cette même année, elle choisit de courir pour la Lettonie, qui est la nationalité  de sa mère, née à Riga.
Elle s'impose pour le titre dès sa première participation au championnat national.
En 2023, elle est conservée au sein de l'équipe Valcar, alors que cette dernière se transforme en équipe réserve de la World Team émiratie UAE Team ADQ, sous le nom de UAE Development.
La saison suivante, elle est promue dans l'équipe UAE Team ADQ. Elle est par ailleurs sélectionnée pour représenter la Lettonie lors de course en ligne des Jeux olympiques de Paris 2024, qu'elle termine à la 69e place.
Non conservée par l'équipe émiratie, elle signe, fin janvier 2025, auprès de l'équipe continentale italienne BTC City Ljubljana Zhiraf.

## Palmarès sur route

### Par années
- 2022
  -  Championne de Lettonie sur route
  - 3e du Trophée Antonietto Rancilio
  - 3e du championnat de Lettonie du contre-la-montre
- 2023
  -  Championne de Lettonie sur route
  - 1re étape de Trofeo Ponente in Rosa (contre-la-montre par équipes)
  - 2e de l'Umag Trophy Ladies
- 2024
  -  Championne de Lettonie sur route

### Résultats sur les grands tours

#### Tour d'Italie
2 participations :
- 2021 : 78e
- 2022 : 70e

### Classements mondiaux
| Année                                 | 2020 | 2021 | 2022 | 2023 | 2024 |
| ------------------------------------- | ---- | ---- | ---- | ---- | ---- |
| Classement UCI                        | 582e | 955e | 159e | 292e | 338e |
| UCI World Tour                        | nc   | nc   | 155e | nc   | nc   |
|                                       |      |      |      |      |      |
| Légende : nc = non classéSource : UCI |      |      |      |      |      |